# 半夏生

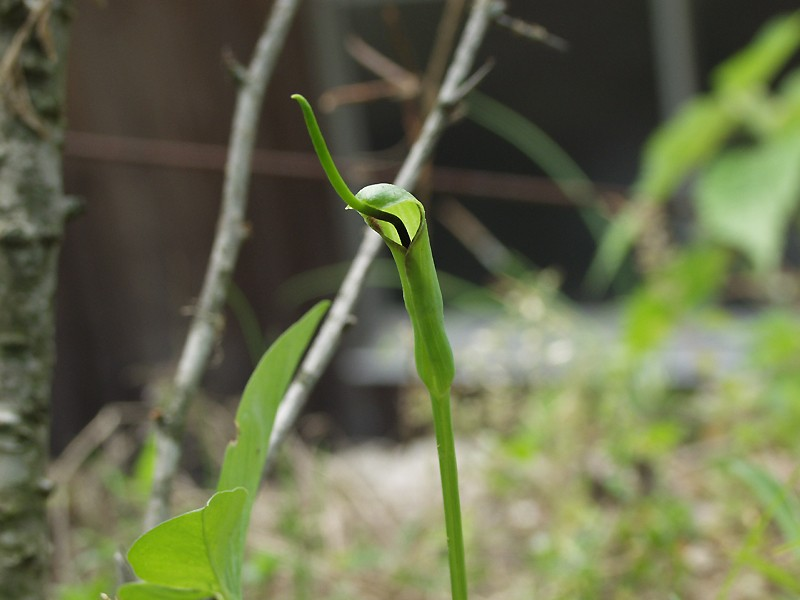
半夏（カラスビシャク）

半夏生（はんげしょう）は雑節の1つで、半夏（烏柄杓）という薬草が生える頃。様々な地方名があり、ハゲ、ハンデ、ハゲン、ハゲッショウなどと呼ばれる。
七十二候の1つ「半夏生」（はんげしょうず）から作られた暦日で、かつては夏至から数えて11日目としていたが、現在では天球上の黄経100度の点を太陽が通過する日となっている。毎年7月2日頃にあたる。
この頃に降る雨を「半夏雨」（はんげあめ）と言い、大雨になることが多い。地域によっては「半夏水」（はんげみず）とも言う。
なお、ハンゲショウ（カタシログサ）はちょうどこの時期に白い葉をつけることから名がついたとも言われる。

## 風習

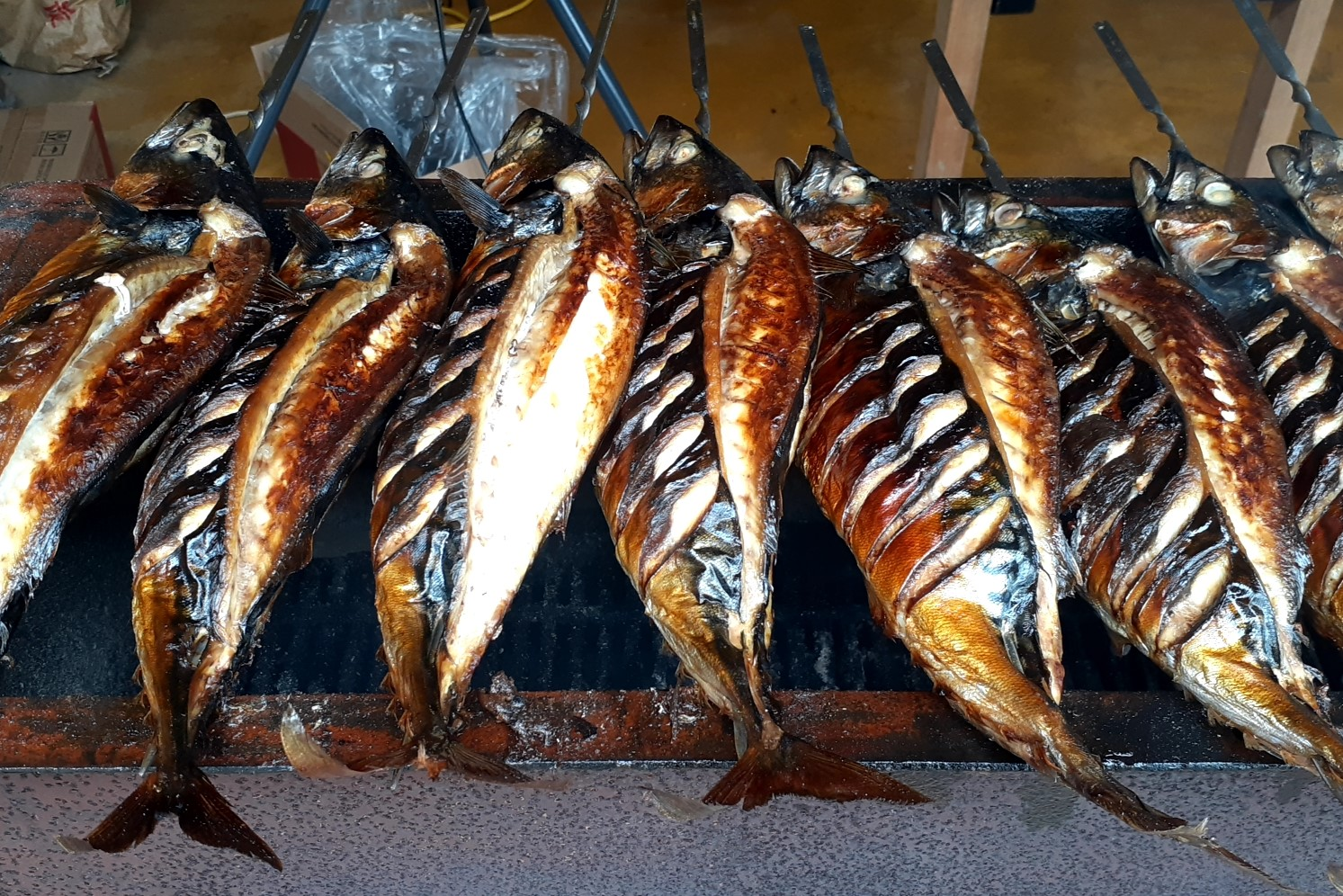
福井県大野市で食される半夏生さば

農家にとっては大事な節目の日で、この日までに「畑仕事を終える」「水稲の田植えを終える」目安で、この日から5日間は休みとする地方もある。この日は天から毒気が降ると言われ、井戸に蓋をして毒気を防いだり、この日に採った野菜は食べてはいけないとされたりした。なお、七夕にも農作業を休むとする伝承が多くの地域に伝わる。
日本各地に残る風習の例
- 三重県の熊野地方や志摩地方の沿岸部などでは、ハンゲという妖怪が徘徊するとされ、この時期に農作業を行うことに対する戒めともなっている[3]。
- 奈良県の香芝市周辺（大阪府南河内地方でも）では「はげっしょ」と言い、農家では小麦を混ぜた餅を作り黄粉をつけて食べる。田植えを終えた農民が農作業を無事に終えたことを田の神様に感謝し、お供え物をして共に食したことが由来とされている[2]。
- 近畿地方の一部地域では蛸を食べる習慣があり、近畿地方各地の小売店が盛んに販売促進活動を展開している[4]。2017年より、日本コナモン協会では、たこ焼きをはじめタコのお好み焼・焼きそば、唐揚、タコ天うどんなどを促進する「蛸半夏生キャンペーン」を行っている[5]。
- 讃岐の農村ではうどんを食べる習慣があり、1980年に香川県製麺事業協同組合が7月2日を「うどんの日」に制定している[6]。
- 福井県大野市では江戸時代に大野藩藩主がこの時期に農民に焼き鯖を振舞ったという逸話があり、現在も大野市を中心とした地域では半夏生に焼き鯖（半夏生さば）を食べる[7][8]。
- 群馬県の一地方では、ネギ畑に入る事を禁忌とする風習がある[1]。
- 長野県小川村では、芋汁を食べる[1]。
- 永平寺では、大布薩講式（大布薩会を修行して、常日頃の行李を顧み、懺悔する日）が行われる[9]。

## 日付
各年の日付は以下のとおり。
| 年     | 該当日 |
| ------ | ------ |
| 2010年 | 7月2日 |
| 2011年 | 7月2日 |
| 2012年 | 7月1日 |
| 2013年 | 7月2日 |
| 2014年 | 7月2日 |
| 2015年 | 7月2日 |
| 2016年 | 7月1日 |
| 2017年 | 7月2日 |
| 2018年 | 7月2日 |
| 2019年 | 7月2日 |
| 2020年 | 7月1日 |
| 2021年 | 7月2日 |
| 2022年 | 7月2日 |
| 2023年 | 7月2日 |
| 2024年 | 7月1日 |
| 2025年 | 7月1日 |